# Zapasy na Letnich Igrzyskach Olimpijskich 1928 – waga średnia mężczyzn w stylu klasycznym
Rywalizacja w wadze do 75 kg w zapasach w stylu klasycznym na Letnich Igrzyskach Olimpijskich 1928 została rozegrana w dniach 2 - 5 sierpnia.
W zawodach wzięło udział 17 zawodników.

## Format zawodów
Punktacja opierała się na zasadzie "złych punktów karnych". Zawodnik za wygranie walki przez położenie na łopatki przeciwnika otrzymywał 0 punktów a 1 punkt za zwycięstwo ogłoszone decyzją sędziów. Za przegraną zawodnik otrzymywał 3 punkty. Uzyskanie 5 lub więcej punktów skutkowało wyeliminowaniem zawodnika z zawodów.

## Wyniki

### Runda pierwsza
| Punkty karne | Zwycięzca         | Wynik                | Przegrany         | Punkty karne |
| ------------ | ----------------- | -------------------- | ----------------- | ------------ |
| 0            | Ivar Johansson    | położenie na łopatki | Émile Frantz      | 3            |
| 1            | László Papp       | decyzja sędziów      | František Hala    | 3            |
| 1            | Jean Saenen       | decyzja sędziów      | Émile Poilvé      | 3            |
| 0            | Franjo Palković   | położenie na łopatki | Simon Balkema     | 3            |
| 0            | Enrico Bonassin   | położenie na łopatki | Alfred Larsen     | 3            |
| 1            | Albert Kusnets    | decyzja sędziów      | Hermann Simon     | 3            |
| 0            | Johannes Jacobsen | położenie na łopatki | Nurettin Baytorun | 3            |
| 1            | Otto Frei         | decyzja sędziów      | Antonio Walzer    | 3            |
| 0            | Väinö Kokkinen    |                      | bye               | bye          |

### Runda druga
| Punkty karne | Zwycięzca         | Wynik                | Przegrany       | Punkty karne |
| ------------ | ----------------- | -------------------- | --------------- | ------------ |
| 0            | Väinö Kokkinen    | położenie na łopatki | Ivar Johansson  | 3            |
| 3            | František Hala    | położenie na łopatki | Émile Frantz    | 6            |
| 1            | László Papp       | położenie na łopatki | Émile Poilvé    | 6            |
| 1            | Jean Saenen       | położenie na łopatki | Simon Balkema   | 6            |
| 1            | Enrico Bonassin   | decyzja sędziów      | Franjo Palković | 3            |
| 1            | Albert Kusnets    | położenie na łopatki | Alfred Larsen   | 6            |
| 4            | Nurettin Baytorun | decyzja sędziów      | Hermann Simon   | 6            |
| 0            | Johannes Jacobsen | położenie na łopatki | Otto Frei       | 4            |
| 3            | Antonio Walzer    |                      | bye             | bye          |

### Runda trzecia
| Punkty karne | Zwycięzca         | Wynik                | Przegrany       | Punkty karne |
| ------------ | ----------------- | -------------------- | --------------- | ------------ |
| 0            | Väinö Kokkinen    | położenie na łopatki | Antonio Walzer  | 6            |
| 3            | František Hala    | położenie na łopatki | Ivar Johansson  | 6            |
| 1            | László Papp       | położenie na łopatki | Jean Saenen     | 4            |
| 1            | Albert Kusnets    | położenie na łopatki | Franjo Palković | 6            |
| 0            | Johannes Jacobsen | położenie na łopatki | Enrico Bonassin | 4            |
| 4            | Nurettin Baytorun | położenie na łopatki | Otto Frei       | 7            |

### Runda czwarta
| Punkty karne | Zwycięzca      | Wynik                | Przegrany         | Punkty karne |
| ------------ | -------------- | -------------------- | ----------------- | ------------ |
| 0            | Väinö Kokkinen | położenie na łopatki | František Hala    | 6            |
| 1            | László Papp    | położenie na łopatki | Enrico Bonassin   | 7            |
| 4            | Jean Saenen    | położenie na łopatki | Nurettin Baytorun | 7            |
| 2            | Albert Kusnets | decyzja sędziów      | Johannes Jacobsen | 3            |

### Runda piąta
| Punkty karne | Zwycięzca         | Wynik                | Przegrany   | Punkty karne |
| ------------ | ----------------- | -------------------- | ----------- | ------------ |
| 0            | Väinö Kokkinen    | położenie na łopatki | László Papp | 4            |
| 2            | Albert Kusnets    | położenie na łopatki | Jean Saenen | 7            |
| 3            | Johannes Jacobsen |                      | bye         | bye          |

### Runda szósta
| Punkty karne | Zwycięzca      | Wynik                | Przegrany         | Punkty karne |
| ------------ | -------------- | -------------------- | ----------------- | ------------ |
| 0            | Väinö Kokkinen | położenie na łopatki | Johannes Jacobsen | 6            |
| 5            | László Papp    | decyzja sędziów      | Albert Kusnets    | 5            |

### Klasyfikacja końcowa
| Pozycja | Zawodnik          | Narodowość     |
| ------- | ----------------- | -------------- |
| 1.      | Väinö Kokkinen    | Finlandia      |
| 2.      | László Papp       | Węgry          |
| 3.      | Albert Kusnets    | Estonia        |
| 4.      | Johannes Jacobsen | Dania          |
| 5.      | Jean Saenen       | Belgia         |
| 6.      | František Hala    | Czechosłowacja |
| 7.      | Enrico Bonassin   | Włochy         |
| 7.      | Nurettin Baytorun | Turcja         |
| 9.      | Ivar Johansson    | Szwecja        |
| 9.      | Franjo Palković   | Królestwo SHS  |
| 9.      | Otto Frei         | Szwajcaria     |
| 9.      | Antonio Walzer    | Argentyna      |
| 13.     | Émile Frantz      | Luksemburg     |
| 13.     | Émile Poilvé      | Francja        |
| 13.     | Simon Balkema     | Holandia       |
| 13.     | Alfred Larsen     | Norwegia       |
| 13.     | Hermann Simon     | Niemcy         |